# Édouard Colonna
Édouard Colonna, né en 1862 à Mülheim (actuellement un quartier de Cologne), et mort en 1948, est un orfèvre français. Il fait partie des jeunes artistes découverts par Siegfried Bing, l'un des principaux promoteurs de l'Art nouveau.
Le musée des arts décoratifs de Paris conserve quelques-unes de ses pièces, caractérisées par un style très sinueux.
Lorsque William Cornelius Van Horne achète la maison Van Horne à Montréal en 1889, il engage Colonna pour en rénover l'intérieur.